# 2071 Nadezhda
2071 Nadezhda là một tiểu hành tinh vành đai chính. Nó được phát hiện ngày 18 tháng 8 năm 1971 bởi T. M. Smirnova ở Crimean Astrophysical Observatory. Nó được đặt theo tên Nadezhda Krupskaya (1869–1939) với vai trò của cô là một trong những người hình thành hệ thống giáo dục ở Liên Bang Xô Viết.